# Маслаково (Тверская область)
Маслаково — деревня в Оленинском муниципальном округе Тверской области России. До 2019 года входила в состав ныне упразднённого Мостовского сельского поселения.

## География
Деревня находится в юго-западной части Тверской области, в зоне хвойно-широколиственных лесов, на левом берегу реки Возьменки, при автодороге 28Н-1171, на расстоянии примерно 18 километров (по прямой) к западо-северо-западу от Оленина, административного центра округа.

### Часовой пояс
Деревня Маслаково, как и вся Тверская область, находится в часовой зоне МСК (московское время). Смещение применяемого времени относительно UTC составляет +3:00.

## Население
| 2008 | 2010 |
| ---- | ---- |
| 288  | ↘283 |

### Национальный состав
Согласно результатам переписи 2002 года, в национальной структуре населения русские составляли 91 % из 270 чел.